# Контекстное меню

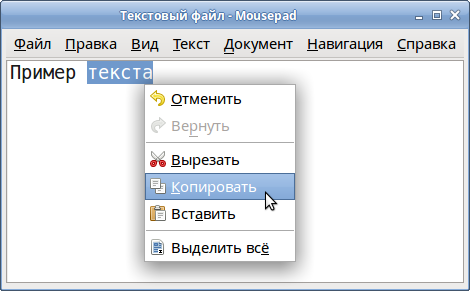
Контекстное меню с командами буфера обмена для выделенного фрагмента текста

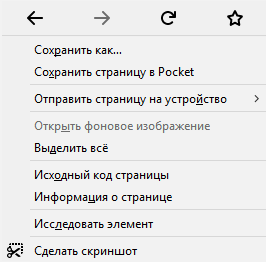
Контекстное меню в браузере Mozilla Firefox.

Конте́кстное меню́ — разновидность меню, которое находится в контексте выбранного (с помощью выделения, курсором мыши или другим способом) объекта. Это значит, что вызванная из меню команда будет применена именно к этому объекту. Состав меню также может зависеть от выбранного объекта.
Способы вызова:
- Нажатием правой кнопки мыши (для правшей).
- Специальной клавишей ≣ Menu.
- Сочетанием клавиш: в Windows и Linux — ⇧ Shift+F10 (если специальной клавиши нет на клавиатуре), в OS X — щелчок кнопкой мыши при нажатой клавише Ctrl; в OS X можно также вызвать контекстное меню для выделенного объекта через кнопку «Action».
- Жестом мыши: например, нажатием и удержанием.

Для того, чтобы подчеркнуть связь с выбранным объектом, контекстное меню раскрывается как можно ближе к нему, но по возможности не перекрывая его.